# FIBA Oceanía
FIBA Oceanía es una zona dentro de la asociación FIBA que conforman 22 federaciones nacionales de FIBA de Oceanía y que fue fundada en 1969.
A partir de 2017, los países de FIBA Oceanía participan en el Campeonato FIBA Asia y el Campeonato FIBA Asia Femenino.

## Torneos

### Selecciones

#### Organizados por FIBA Oceania
- FIBA Oceania Championship
- FIBA Oceania Championship for Women
- FIBA Oceania Youth Tournament (Sub-20)
- FIBA Oceania Youth Tournament for Women (Sub-20)
- FIBA Oceania Under-18 Championship
- FIBA Oceania Under-18 Championship for Women
- FIBA Oceania Under-16 Championship
- FIBA Oceania Under-16 Championship for Women

#### Organizados por sub-zonas de FIBA Oceania
- FIBA Melanesian Basketball Cup
- FIBA Micronesian Basketball Cup
- FIBA Polynesian Basketball Cup
- FIBA Polynesian Basketball Cup for Women

#### Actuales Campeones
| Masculino | Femenino  | U-18 Men's    | U-18 Women's | U-16 Men's | U-16 Women's |
| --------- | --------- | ------------- | ------------ | ---------- | ------------ |
| Australia | Australia | Nueva Zelanda | Australia    | Australia  | Australia    |

### Clubes
Es la máxima competición profesional de baloncesto de Australia, en la que participan equipos de Australia y Nueva Zelanda, al margen de FIBA Oceanía, siendo la mejor competición de Oceanía.
- National Basketball League (Australia) (masculino)
- National Basketball League (Australia) (femenino)

## Mejores equipos según el ranking FIBA
| Puesto | Equipo        | Puntos |
| ------ | ------------- | ------ |
| 11     | AustraliaC    | 219    |
| 21     | Nueva Zelanda | 72     |

C Actual campeón de zona